# Мануель Нор'єга
Мануе́ль Анто́ніо Нор'є́га Море́но (ісп. Manuel Antonio Noriega Moreno; 11 лютого 1934, Панама — 29 травня 2017) — диктатор Панами в 1983—1989 роках. Мануеля Нор'єгу було усунено від влади внаслідок Вторгнення США в Панаму.

## Життєпис
Був позашлюбним сином дрібного клерка, ріс без матері, батько вихованням сина майже не займався. Однак Мануель закінчив середню школу і медичний факультет Панамського університету. Але професія лікаря йому не сподобалась і він вступив у Чилі до військового училища «Чорільйос», яке закінчив в 1962 році. Після цього служив у званні молодшого лейтенанта у Національній гвардії Панами. Там він зблизився з багатьма офіцерами, що підтримували командувача національної гвардії Омара Торріхоса.
В 1968, як офіцер панамської національної гвардії, підтримав державний переворот, здійснений генералом Омаром Торріхосом. В 1969 був призначений головою армійської розвідки. Після загибелі Торріхоса в авіакатастрофі в 1981 Нор'єга був призначений начальником генерального штабу збройних сил за нового військового керівника. В 1983 став командувачем національної гвардії, а незабаром і фактичним главою держави.
Мануель Нор'єга спочатку був союзником США У Латинській Америці і активно співпрацював з ЦРУ, але до кінця 1980-х вийшов з-під контролю і фактично перетворив країну на перевалюваний пункт для колумбійських наркотиків.
У грудні 1989 в ході військової операції США «Справедлива справа», що мала метою його зміщення, Нор'єга сховався на території представництва Ватикану, але через 10 днів здався американцям. У 1992 генерал був засуджений американським судом до 40 років позбавлення волі за заохочення тероризму і торгівлі наркотиками, проте за тривалу співпрацю з ЦРУ термін ув'язнення йому було зменшено до 30 років. Ув'язнення відбував у в'язниці штату Флорида. Після закінчення судового процесу Нор'єгу було присвоєно статус військовополоненого, завдяки чому відбував покарання у комфортабельніших камерах і, відповідно до Женевської конвенції, не підлягав видачі третій стороні. Він провів в американській в'язниці 17 років за звинуваченнями в наркотрафіку.
28 серпня 2007 Федеральний суд Маямі ухвалив рішення про екстрадицію Мануеля Нор'єги, який відбув тюремний строк, до Франції, де йому і його дружині пред'явлені звинувачення у відмиванні грошей через французькі банки і контрабанді наркотиків. В 1999 році паризький суд заочно засудив Мануеля Нор'єгу до десяти років тюремного ув'язнення і грошового штрафу.
В 1995 році суд Панами також заочно визнав Нор'єгу винним у політичних вбивствах і засудив його до 20 років в'язниці.
11 грудня 2011 Нор'єгу екстрадовано з Франції, де він відбував покарання за відмивання грошей. Мануель Нор'єга повернувся на батьківщину вперше за 22 роки. Тут він відбував термін за злочини, які вчинив на посаді очільника держави, включаючи вбивство політичних опонентів.

## Смерть
Помер 29 травня 2017 року у Панамі.